# چی سانتیینی
چی سانتیینی (انگلیسی: Chay Santini؛ زادهٔ ۱ ژانویهٔ ۱۹۷۶) هنرپیشه، و مدل (شخص) اهل ایالات متحده آمریکا است.